# ザッツ・エンターテインメント (ザ・ジャムの曲)
「ザッツ・エンターテインメント」(That's Entertainment)は、イギリスのバンド、ザ・ジャムが1980年のアルバム『サウンド・アフェクツ』で発表した楽曲。ヨーロッパや日本でシングル・カットされた。ザ・ジャムの解散前にはイギリス盤シングルはリリースされなかったが、メトロノーム・レコードから発売された西ドイツ盤シングル(Metronome 0030 364)がイギリスでも出回り、1981年2月に全英シングルチャート入りを果たしている。
作詞・作曲はポール・ウェラーにより、本人によれば「10分で書いた」「簡単に作れた曲で、自分の周りのあらゆる物を利用した」とのことである。ウェラーはこの曲をソロ転向後のライヴでも歌っており、『デイズ・オブ・スピード』（2001年）、『キャッチ - フレイム!』（2006年）といったライヴ・アルバムにも収録された。

## 反響・評価
1981年当時は全英シングルチャートで7週チャート圏内に入り、最高21位を記録。その後もポリドール・レコードからの再発シングルが度々ヒットしており、1983年には全英60位、1991年には全英57位を記録している。
ニュージーランドでは1981年5月3日付のシングル・チャートで初登場41位となり、合計8週トップ50入りして最高34位を記録。
ローリング・ストーンの選ぶオールタイム・グレイテスト・ソング500では313位にランク・イン。

## 他メディアでの使用例
「ザッツ・エンターテインメント」は映画『アメリカン・ドリームズ』（2006年公開）のサウンドトラックで使用された。また、映画『主人公は僕だった』（2006年公開）のサウンドトラックではデモ・ヴァージョンが使用された。

## カヴァー
- モリッシー - シングル「Sing Your Life」（1991年）にカップリング曲として収録[10]。1997年のコンピレーション・アルバム『Suedehead: The Best of Morrissey』にも収録された[11]。
- ワンダー・スタッフ - EP『ウェルカム・トゥ・ザ・チープ・シーツ』（1992年）に収録[12]。
- バステッド - シングル「Crashed the Wedding」（2003年）のCD1にカップリング曲として収録[13]。